# Julia Sjymetjko
Julia Anatolijivna Sjymetjko (ukrainska: Юлія Анатоліївна Шимечко, ogift: Julia Kalina: ukrainska: Юлія Каліна), född 24 oktober 1988 i Donetsk, Ukrainska SSR, Sovjetunionen, är en ukrainsk tyngdlyftare i 58 kg klassen som vann brons vid  olympiska sommarspelen 2012. Internationella olympiska kommittén valde 2016, att med den allra senaste testtekniken, omtesta proven från idrottare som skulle kunna vara aktuella för OS i Rio de Janeiro. Omtestning av dopningsprov från OS i London 2012 visade att av 265 prov innehöll 23 förbjudna medel, bland dessa var Julia Kalinas. Idrottarna var från sex olika nationer i fem olika idrotter. Idrottare som var dopade under OS 2008 och 2012 fick inte delta i Rio de Janeiro.